# Wolfach
Wolfach (pronunciación en alemán: /ˈvɔlfax/ⓘ) es una ciudad en el valle del Kinzig en el distrito de Ortenau en la Selva Negra Central en Baden-Württemberg, Alemania, aproximadamente 40 km al sureste de Offenburg. Las aldeas Halbmeil, Kinzigtal, Kirnbach y St. Roman son barrios de Wolfach. Kirnbach es una de las aldeas donde el sombrero de pompones (Bollenhut) tiene su origen.